# Cyclotrichium
Cyclotrichium là một chi thực vật có hoa trong họ Hoa môi (Lamiaceae).

## Loài
Chi Cyclotrichium gồm các loài: